# Гільова (Білоярський міський округ)
Гільо́ва (рос. Гилёвва) — присілок у складі Білоярського міського округу Свердловської області.
Населення — 100 осіб (2010, 134 у 2002).
Національний склад станом на 2002 рік: росіяни — 96 %.